# السدادة الكرستالية
السدادة الكرستالية، بالفرنسية Le Bouchon de cristal، رواية بوليسية من تأليف موريس لوبلان ظهرت فيها شخصية أرسين لوبين، ظهرت لأول مرة في الصحيفة الفرنسية Le Journal مجزءة بين سبتمبر/أيلول إلى نوفمبر/تشرين الثاني 1912 قبل أن تظهر مجمعة في كتاب واحد في 12 ديسمبر/كانون الأول.
استلهم لوبلان الرواية من فضيحة بنما الشهيرة التي وقعت في عامي 1892 و1893. كما استعار فكرة إخفاء شيء على مرأى من الجميع من القصة القصيرة الرسالة المسروقة لإدغار آلان بو. وطبقها طوال أحداث الرواية.
تبدأ القصة بجريمة تُرتكب أثناء اقتحام منزل النائب دوبريك، وتعتقل الشرطة اثنين من شركاء أرسين لوبين. يُواجه الاثنان عقوبة الإعدام، بغض النظر عن كونهما مذنبين أم بريئين. يُحارب لوبين بلا هوادة ضد المبتز القاسي للنائب دوبريك، الذي يحتفظ بوثيقة مُدينة مخفية داخل سدادة كريستالية، بينما يحاول إنقاذ ضحية الظلم وتحقيق العدالة.

## الملخص
مجموعة من الأحداث السيئة تلاحق لوبين، في البداية يتم القبض على مساعدين له خلال عملية السطو على فيلا النائب دوبراك، ورغم أنه ينجح في الاحتفاظ بالسدادة الكرستالية، لكنها هي الأخرى تختفي فيما بعد. خلال ملاحقته للنائب دوبراك، يكتشف لوبين أنه يقوم بعمليات ابتزاز مقابل المال لأنه يملك قائلة باسم 27 شخصا متورطا في فضيحة قناة بنما، وأن السدادة الكرستالية هي الأخرى تحتوي وثيقة سرية.

### قائمة الفصول:
1. اعتقال (Arrestations)
2. 8 = 1 (Huit ôtés de neuf, reste un)
3. حياة ألكسي دوبريك الخاصة (La vie privée d’Alexis Daubrecq)
4. رئيس الأعداء (Le chef des ennemis)
5. السابعة والعشرون (Les vingt-sept)
6. عقوبة الإعدام (La peine de mort)
7. طيف نابليون (Le profil de Napoléon)
8. برج العاشقين (La tour des Deux-Amants)
9. في الظلمات (Dans les ténèbres)
10. سان ريمو (San Remo)
11. صليب اللورين (La croix de Lorraine)
12. المنقبة (L’échafaud)
13. المعركة الأخيرة (La dernière bataille)

## الترجمة العربية
- السدادة الكرستالية، دار النجمة للنشر والتوزيع، ٢٠٢٤.
- سدادة الكريستال، ترجمة: ابراهيم جزيني، منشورات صوت الناس، ١٩٩٤.

## راجع
1. ↑  "معلومات عن السدادة الكرستالية على موقع gutenberg.org". gutenberg.org. مؤرشف من الأصل في 2019-08-06.
2. ↑  "معلومات عن السدادة الكرستالية على موقع musicbrainz.org". musicbrainz.org. مؤرشف من الأصل في 2019-12-11.
3. ↑  "The Crystal Stopper (Paperback) | Harvard Book Store". www.harvard.com (بالإنجليزية). Archived from the original on 2024-12-08. Retrieved 2024-12-06.

## روابط خارجية
باللغة الفرنسية
- تحميل وقراءة الرواية.